# Hrvatsko katoličko akademsko društvo Domagoj
Hrvatsko katoličko akademsko društvo "Domagoj" bilo je hrvatsko društvo akademskih građana katoličke orijentacije.

## Povijest
Osnivanju "Domagoja" prethodilo je HKAD Hrvatska, osnovanog u Beču 12. svibnja 1903., koje je djelovalo u inozemstvu. HKAD Hrvatska je na jednoj svojoj sjednici koja se je održala 18. veljače 1906. odlučilo organizirati sastanak hrvatskog katoličkog đaštva odnosno zbor hrvatske katoličke mladeži na Trsatu. Taj se sastanak i održao od 21. do 23. kolovoza 1906. godine. Na tom Zboru hrvatske katoličke mladeži na Trsatu donesena je Odluka o osnivanju HKAD Domagoj.
HKAD Domagoj osnovano je te iste 1906. godine, 10. studenoga. Ime je dobilo prema hrvatskom knezu Domagoju. Ime Domagoj za društvo izabrao je svećenik dr Fran Binički. Ime je izabrao zbog simbolike koje je nosilo: knez Domagoj bio je odlučnu i nepokolebljivi borac i branitelj svoje vjere i svoje domovine, što su bili i ciljevi "domagojaca". Domagojevu je vlast obilježilo što je to bilo razdoblju samostalnosti hrvatskih vladara, a knez Domagoj oslobodio je Hrvatsku od franačke vlasti, a u vjerskom i kulturnom životu Hrvata pridonio otrgnuću od bizantinskog utjecaja i potpomogao čvršće vezivanje hrvatskoga naroda uz katolicizam i Rim.
HKAD Domagoj osnovan je radi preokretanja negativnih vodilja u hrvatskom društvu. Hrvatska inteligencija u ono je vrijeme bila umnogome otuđena od vlastitoga naroda. S kršćanstvom nespojive filozofije i pokreti tresli su hrvatskom javnošću i društvom, negativno utječući na njih: filozofska strujanja liberalizma i djelovanje masonerije. Zbog svega toga članstvo HKAD Domagoj izabralo je riječi "Bog, narod i socijalna pravda" za svoje geslo. Velike su snage uložene na oživotvorenje socijalne pravde, jedno od osnovnih načela Hrvatskoga katoličkoga pokreta. HKAD Domagoj tako je djelovao na više polja: vjerskom, socijalnom i ekonomskom. Odgojio je velik broj hrvatskih znanstvenika i književnika od kojih su mnogi zbog svoga javnog ispovijedanja vjere žrtvovali visoke položaje i sveučilišne katedre.
Društvo je osnovano na zamislima biskupa Antuna Mahnića, koji je bio već prije pokrenuo Hrvatski katolički pokret. Vremena su bila takva da je katolicizam već skoro stoljeće bio pod udarom ideoloških i drugih nekršćanskih struja, zbog čega se ukazala potreba organiziranja katoličke mladeži u tuzemstvu i inozemstvu.
Na jednoj od svojih sjednica, 18. II. 1906. HKAD Hrvatska u Beču odlučuje se da će se u njihovoj organizaciji održati sastanak hrvatskog katoličkog đaštva ili kako su ga također nazivali zbor hrvatske katoličke mladeži na Trsatu. Taj se sastanak i održao od 21. do 23. VIII. 1906.
HKAD Domagoj osnovano je radi organiziranja hrvatske katoličke akademske mladeži u domovini i inozemstvu, radi širenja ideja katoličanstva u društvu, i to ne samo u zatvorenim krugovima, nego u javnom životu, na svim područjima.
Prostorije HKAD Domagoj nalazile su se u Zagrebu na Pejačevićevom trgu 15.
HKAD Domagoj izdavao je reviju za misao i život hrvatskog katoličkog đaštva Luč.
Prvi predsjednik bio je Ferdo Pavelić, a ostali članovi koji su osnovali društvo su bili: Š. Bašić, Stjepan Markulin, M. Radovanić i R. Jagić.
U upravama HKAD Domagoja bili su (glavna skupština 25. ožujka 1911.): predsjednik Milko Kelović, potpredsjednik Ante Premužić, tajnik Josip Korlaet, blagajnik Zlatko Andrlić, arhivar Hubert Strauch, knjižničar Miro Jakupčević, revizori Marko Rebac i Vendelin Megler.

## Poznati članovi
Ljubomir Maraković, Božena Kralj, Petar Grgec, Marko Rebac, Rudolf Eckert, Velimir Deželić, Ante Premužić, Mojsije Violoni, Damjan Sokol, Đuro Kuntarić, Milko Kelović Ivo Lendić, Juraj Šćetinec, Mario Matulić i dr.